# ميرا فريمان
ميرا أفا فريمان (ولدت في 17 مايو، 1949) هي معلمة كندية فاعلة للخير، وهي نائبة حاكم مقاطعة نوفا سكوشا التاسعة والعشرون وأول أنثى تحصل على منصب نائب حاكم نوفا سكوشا.
وُلدت ميرا أفا هولتزمان في سانت جون، نيو برانزويك، وتخرّجت من جامعة دالهاوسي، حيث حصلت على درجة بكالوريوس في الآداب وبكالوريوس في التربية. وفي عام 1971، بدأت التدريس في مجلس التعليم الإقليمي بهاليفاكس إلى أن تم تعيينها في منصبها.
وقد تم تعيينها في منصب نائب الحاكم في عام 2000 من جانب الحاكم العام أدريان كلاركسون، وذلك بناء على توصية من جان كريتيان. وعملت كنائب للحاكم حتى 7 سبتمبر 2006.
ولدى فريمان وزوجها لاري ثلاثة أطفال: دانيال إم فريمان وجوناثان فريمان وديبرا فريمان.
وفي الأول من يوليو عام 2008، أصبحت ضمن الحاصلين على وسام كندا.

## الألقاب الشرفية والأوسمة
- 2011 - مُنحت الدكتوراه في القانون من جامعة دالهاوسي
- 2008 - أصبحت أحد الأعضاء الحاصلين على وسام كندا.
- 2008 - مُنحت الدكتوراه الفخرية في القانون من جامعة سان فرانسيس إكسفاير.
- 2007 - مُنحت الدكتوراه في القانون المدني من جامعة سانت ماري.
- 2007 - مُنحت الدكتوراه في القانون المدني من جامعة أكاديا
- 2005 - مُنحت الدكتوراه الفخرية في القانون من جامعة كيب بريتون.
- 2004 - مُنحت دكتوراه في الرسائل الإنسانية من جامعة ماونت سانت فنسنت.
- 2003 - حصلت على رتبة قبطان شرفي (البحرية) في القوات المسلحة الكندية.
- 2002 - حصلت على ميدالية اليوبيل الذهبي من الملكة إليزابيث الثانية.
- 2001 - أول حاصلة على وسام نوفا سكوشا وأول مستشارة تحصل عليه.
- 2000 - تقلدت منصب سيدة العدالة وحصلت على وسام سانت جون قديس القدس السابق.

## الشعار